# SG Werratal 92
Die SG Werratal 92 war ein Handballverein aus Thüringen. Die Spielgemeinschaft ging 1992 aus einem Zusammenschluss der Handballvereine der südthüringischen Gemeinden Breitungen/Werra, Wernshausen und Niederschmalkalden (alle Landkreis Schmalkalden-Meiningen) hervor.

## Erfolge und Insolvenz
Nach mehreren Jahren in der Handball-Regionalliga war der größte Erfolg der Vereinsgeschichte der Aufstieg der ersten Männermannschaft in die 2. Handball-Bundesliga im Jahr 2004 unter dem Trainer Hans-Joachim Ursinus. Die Mannschaft beendete die Saison 2004/2005 auf dem 14. Tabellenplatz. Dem sportlichen Erfolg stand allerdings der kommerzielle Misserfolg gegenüber. Der Vorstand der Handball-Bundesliga verweigerte der SG die Lizenz für die Saison 2005/2006 und somit folgte nach einem Jahr Zweitligazugehörigkeit der Zwangsabstieg. Die Insolvenz im Herbst 2005 führte schließlich zur Auflösung des Vereins. Trainer der Zweitligamannschaft war Peter Dávid, Spieler waren zu dieser Zeit unter anderem Karsten Schäfer, Vigindas Petkevičius, Rene Croy, Jürgen Ley, Anthony Pistolesi, Igor Ardan, Martin Martanovic, Francois Woum-Woum, Stefan Schuchardt und Milos Hacko.

## Spielstätten
Die Heimspiele der SG Werratal wurden im Sportzentrum Breitungen ausgetragen, welches im Jahre 1996 um einen Tribünenbereich erweitert wurde. Zweitligaheimspiele wurden zumeist in der Mehrzweckhalle Schmalkalden ausgetragen.

## Nachfolgeverein
Als Nachfolgeverein wurde 2005 die Handballspielgemeinschaft HSG Werratal 05 gegründet, welche die Spielrechte der unterklassigen Mannschaften und Jugendmannschaften der SG Werratal 92 übertragen bekam und sowohl im Männer- als auch im Frauenhandball aktiv ist. Die erste Männermannschaft der HSG spielt derzeit in der Thüringenliga des Thüringer Handballverbandes, die Frauenmannschaft in der Frauen-Verbandsliga Thüringen, Staffel 2; Heimspiele werden in Breitungen ausgetragen.
Vom 1. Juli 2012 bis 25. August 2013 wurde die erste Männermannschaft von Gerd Stefanowsky, langjähriger Spieler der DDR-Oberliga-Mannschaften  SC Leipzig und SC DHfK Leipzig, trainiert. Seit dem 10. September 2013 ist Nils Kühr, A-Lizenzinhaber des DHB und zuvor Co-Trainer des ThSV Eisenach, Trainer der 1. Männermannschaft der HSG Werratal 05.
Mit Beginn der Saison 2015/2016 übernahm der ehemalige Aktive Daniel Hellwig das Traineramt bei der HSG Werratal 05.